# Gröbenzell
Gröbenzell er en kommune i landkreis Fürstenfeldbruck 20 km vest fra München i den tyske delstat Bayern.
- Wikimedia Commons har flere filer relateret til Gröbenzell